# Metopina heselhausi
Metopina heselhausi är en tvåvingeart som beskrevs av Schmitz 1914. Metopina heselhausi ingår i släktet Metopina och familjen puckelflugor. Arten har ej påträffats i Sverige. Inga underarter finns listade i Catalogue of Life.